# Dalków (województwo dolnośląskie)
Dalków (niem. Dalkau) – wieś w Polsce położona w województwie dolnośląskim, w powiecie polkowickim, w gminie Gaworzyce.

## Podział administracyjny
W latach 1975–1998 miejscowość administracyjnie należała do województwa legnickiego.

## Nazwa
Nazwa miejscowości wywodzi się od polskiego słowa daleko. Heinrich Adamy w swoim dziele o nazwach miejscowości na Śląsku wydanym w 1888 roku we Wrocławiu jako najstarszą zanotowaną nazwę miejscowości wymienia Dalkow podając jej znaczenie "Fernsichtort" czyli po polsku "Daleko leżącą wieś".
W księdze łacińskiej Liber fundationis episcopatus Vratislaviensis (pol. Księga uposażeń biskupstwa wrocławskiego) spisanej za czasów biskupa Henryka z Wierzbna w latach 1295–1305 miejscowość wymieniona jest w zlatynizowanej formie Dalcowo.

## Zabytki
Do wojewódzkiego rejestru zabytków wpisane są:
- zespół pałacowy, z XVIII-XIX w.:
  - pałac w Dalkowie
  - park
  - wieża mieszkalna w Dalkowie z XVI w., XVIII w.
- Grodzisko średniowieczne  - autorzy badań przeprowadzonych w ramach akcji Archeologicznego Zdjęcia Polski, na grzbiecie wyniesienia w pobliżu Dalkowa zaznaczyli dwa obiekty warowne, nadając im osobne numery stanowisk. Pierwszy z nich (Dalków, stan. 1, AZP 47/68–17), położony w południowej części wyniesienia określony został jako osada obronna kultury łużyckiej z okresu halsztackiego C-D, natomiast drugi (Dalków, stan. 2, AZP 48/68–17), przylegający do niego od północy, zewidencjonowany został jako grodzisko wczesnośredniowieczne. Oba człony od strony północno-wschodniej otoczone były wałem zewnętrznym, który obejmował część zbocza wzniesienia.